# Santiago Cañón
Santiago Cañón Valencia (Bogotá, 9 de mayo de 1995) es un violonchelista colombiano.

## Inicios
Proveniente de una familia con tradición musical -su padre es clarinetista en la Orquesta Filarmónica de Bogotá y su hermana violinista- comenzó a estudiar violonchelo a la edad de cuatro años bajo la enseñanza de su madre Rocío Valencia y posteriormente con Henryk Zarzycki de manera ininterrumpida desde 1999 hasta 2008.
En 2002 a los seis años dio su primer concierto solista con la Orquesta Filarmónica de Bogotá. El mismo año interpretó el Concierto para violonchelo y orquesta en La menor de Antonio Vivaldi en el Auditorio León de Greiff y en el teatro Jorge Eliécer Gaitán de Bogotá, dirigido por el maestro Eduardo Carrizosa. También fue invitado a tocar como solista con la Orquesta de Cámara de la Universidad del Tolima bajo la dirección del maestro César Augusto Zambrano en el Teatro Tolima.
A la edad de nueve años interpretó el Concierto para violonchelo y orquesta en Re mayor de Joseph Haydn de nuevo con la Orquesta Filarmónica de Bogotá consagrándose ya como un sobresaliente solista[cita requerida] siendo aún muy joven.
Ha recibido clases maestras de reconocidos intérpretes del violonchelo a lo largo de la década del 2000 como Aldo Parisot, William Molina Cestari, Peter Wispelwey, Yo-Yo Ma, Alban Gerhardt, Andrés Díaz, Wolfgang Emmanuel Schmidt y Franz Helmerson.
Actualmente[¿cuándo?] se encuentra realizando sus estudios de posgrado en interpretación con Andrés Díaz en la Southern Methodist University SMU en Dallas, Texas desde agosto de 2013.

## Trayectoria
Ha participado en diversas competencias internacionales de violonchelo donde ha representado a Colombia sobresalientemente por su calidad interpretativa tales como: 
- Finalista en el Concurso Reina Elizabeth Cello 2017, que se celebra en la ciudad de Bruselas, Bélgica en los meses de mayo - junio de 2017. Ha sido seleccionado entre los 12 participantes que pasarán a la Gran Final. Archivado el 14 de octubre de 2017 en Wayback Machine.
- "Pablo Casals International Competition" en Budapest. Tercer lugar - 2014.
- "Lennox International Young Artist Competition" en Richardson. Primer lugar - 2014,
- “General Concerto Competition - String Contest” de Meadows School of Music en SMU, Dallas. Primer lugar - 2014,
- “Lynn Harrel Concerto Competition”, Dallas. Segundo lugar - 2014,
- “III Gaspar Cassado International Cello Competition” en Japón. Premio al mejor intérprete de la obra de "Cassadó" - 2013.
- “National Concerto Competition”  en Christchurch, Nueva Zelanda. Primer lugar - 2012
- “Johansen International String Competition” en Washington, USA. Segundo lugar - 2012
- “Gisborne International Music Competition” en Gisborne, Nueva Zelanda. Primer lugar - 2011.[6][7]

## Premios, reconocimientos y becas
- Beca “Sir Edmund Hillary Scholarship” Universidad de Waikato, con el maestro James Tennant, en un programa especial para solistas con talento excepcional. Se graduó con los más altos honores en noviembre de 2012. Hamilton, Nueva Zelanda - 2012.
- Beca "Mayra y Edmundo Esquenazi" - 2011. Fundación Salvi Colombia, V Cartagena Festival Internacional de Música - Cartagena - 2011.
- Ganador del concurso "Jóvenes Intérpretes" de la Biblioteca Luis Ángel Arango. Bogotá - 2007.
- Premio especial "Elizabeth Parisot" a la "joven promesa del violonchelo". México[8] - 2006
- "Medalla de plata en el concurso internacional Tchaikovsky y premio de la audiencia Rusia julio 2019"[9]

## Discografía
- Diable Vert - Santiago Cañón, Katherine Austin - Atol - 2016